# Vakhtang Iagorashvili
Vakhtang Iagorashvili (n. 5 aprilie 1964, Tbilisi, Republica Sovietică Socialistă Gruzină, URSS) este un sportiv ce a reprezentat Uniunea Republicilor Sovietice Socialiste, medaliat olimpic. A participat la 3 ediții ale Jocurilor Olimpice (1988, 1996, 2004) în care a câștigat o medalie de bronz.